# 全国高等学校スケート競技・アイスホッケー競技選手権大会
全国高等学校スケート選手権大会（ぜんこくこうとうがっこうスケートせんしゅけんたいかい）は、日本の高等学校スケートの大会である。主催は（公財）全国高等学校体育連盟と（公財）日本スケート連盟など、読売新聞社が共催。

## 概要
この大会は、全国高等学校総合体育大会の冬季種目としてのスケートの全国大会である。1951年より開催されており、1963年より全国高等学校総合体育大会の競技となっている。
本大会はスピード、フィギュアに分かれており、アイスホッケーと合わせて3つの競技でそれぞれ開催地が分かれることがある。開催地は毎年各地持ち回りである。
開催期間は例年1月に5日間程度である。